# تیامفنیکل
تیامفنیکُل (همچنین به عنوان تیوفِنیکُل و دکستروسولفنیدول شناخته می‌شود) یک آنتی بیوتیک و آنالوگ متیل-سولفونیل از کلرامفنیکل است و دارای طیف مشابهی از فعالیت با آن است، اما ۲٫۵ تا ۵ برابر قوی‌تر است. مانند کلرامفنیکل، در آب نامحلول است، اما در لیپیدها بسیار محلول است. در بسیاری از کشورها به عنوان آنتی بیوتیک دامی استفاده می‌شود، اما در چین، مراکش و ایتالیا برای استفاده در انسان نیز موجود است. مزیت اصلی آن نسبت به کلرامفنیکلول این است که هرگز با کم خونی آپلاستیک همراه نبوده‌است.
تیامفنیکلول همچنین در برزیل بطور گسترده به خصوص برای درمان عفونت‌های مقاربتی و التهاب لگن مورد استفاده قرار می‌گیرد.

## برابرهای انگلیسی
1. ↑  Thiamphenicol
2. ↑  thiophenicol
3. ↑  dextrosulphenidol